# 힐둥근잎박쥐
힐둥근잎박쥐(Hipposideros edwardshilli)는 잎코박쥐과에 속하는 박쥐의 일종이다. 파푸아뉴기니의 토착종이다.

## 특징
보통 크기의 박쥐로 몸길이는 50.6mm, 전완장은 49.6~51mm이다. 꼬리 길이는 11~15mm, 발 길이는 8.2mm, 귀 길이는 19.3~21.3mm, 몸무게는 최대 11g이다.

## 생태
동굴에 은신하여 생활한다. 먹이는 곤충이다.

## 분포 및 서식지
파푸아뉴기니 산다운주의 세 군데 지역에서만 알려져 있다. 해발 200m와 300m 사이의 숲에서 서식한다.